# Szkoła Kofoeda
Szkoła Kofoeda – organizacja społeczna działająca w Danii w Kopenhadze, przeznaczona dla osób dorosłych, oparta na działaniach pedagogicznych zmierzających do aktywizacji ludzi bezrobotnych poprzez ich rozwój zawodowy i osobisty. Założona przez H.Ch. Kofoeda (1898-1952) w 1928 roku.

## Historia
Szkoła Kofoeda została założona w 1928 roku przez protestanckiego pastora H. Ch. Kofoeda, były to czasy kryzysu ekonomicznego. W okresie międzywojennym panowało duże bezrobocie, które dotknęło wiele rodzin. Ponieważ w parafii było wielu bezrobotnych, Kofoed zaczął myśleć nad stworzeniem im jakiegoś zajęcia czy nauki, które rozwinęłyby ich zainteresowania, i pozwoliłoby kobietom i mężczyznom przetrwać trudny okres pozostawania bez pracy i powrót do aktywnego życia w społeczeństwie. W swojej szkole Kofoed wprowadził metody aktywizujące, ponieważ nie chciał, aby bezrobotni przyzwyczajali się do dostawania pieniędzy i przyjmowali postawę roszczeniową. Osoby bezrobotne mogły otrzymać jedzenie dopiero wtedy, gdy wykonały jakąś nawet niewielką aktywność np. dbanie o ubranie. Jak na tamte czasy była to rewolucyjna metoda aktywizacji ludzi bezrobotnych. Kofoed, który sam był kiedyś bezrobotnym wiedział, że zła pomoc może spowodować więcej szkody niż pożytku. Jedną z pierwszych metod aktywizacji była pralnia, gdzie bezrobotni prali swoje ubrania za darmo, w szkole otworzono warsztaty gdzie można było naprawiać buty czy stare ubrania. W latach 30. podopieczni Kofoeda mogli nie tylko pracować, ale uczyć się, stworzono kursy, na których bezrobotni uczyli się przede wszystkim języka duńskiego, angielskiego, niemieckiego matematyki, śpiewu i gimnastyki. Od 1938 roku placówka funkcjonuje pod nazwą Szkoła dla Bezrobotnych, a od 1940 roku, jako Szkoła Kofoeda. Uczeń Szkoły Kofoeda dzięki pracy własnych rąk i umysłu mógł poprawić swoje życie, hasłem ideowym było „pomoc ku samopomocy”. W następnych latach liczba kobiet uczących się prac domowych wzrosła. Działalność szkoły rozwijała się a liczba uczniów nadal gwałtownie wzrastała, szkoła Kofeoda była dobrze znaną organizacją w Danii. W warsztatach stolarskich mężczyźni mogli reperować stare meble, a w ogrodzie przy szkole można było uprawiać za darmo warzywa na swoje potrzeby. W 1952 roku H. Ch. Kofoed zginął w wypadku samochodowym. Po śmierci Kofoeda dalej kontynuowano działalność szkoły. Od 1960 roku liczba nadal intensywnie wzrastała głównie poprzez rozszerzenie oferty o różne rodzaje kursów dokształcających. Szkoła funkcjonuje do dziś i dalej się rozwija.

## Koncepcja szkoły
Szkoła Kofoeda opiera się na koncepcji, jeśli ludzie mają być wspomagani społecznie, muszą także być wspomagani edukacyjnie gdzie określenia edukacja i szkoła są rozumiane w szerszym znaczeniu, niezwiązanym wyłącznie z wąskimi kwalifikacjami zawodowymi. Pojęcie edukacji jest kamieniem węgielnym funkcjonowania szkoły, jako podstawy rozwoju zasobów ludzkich.
Ludzie korzystający z usług w Szkole Kofoeda nazywani są studentami dla podkreślenia pedagogicznego podejścia do problemów socjalnych. Szkoła
pomaga uczniom rozwijać ich siłę, poczucie własnej wartości i umiejętności, skupia się na możliwościach, własnych zainteresowaniach
i życzeniach uczniów. Zasadniczo szkoła podchodzi do ucznia jak do normalnej istoty ludzkiej, która przechodzi w życiu trudności społeczne.
Od powstania Szkoła Kofoeda była zaangażowana w szeroki zakres problemów społecznych jak bezdomność, bezrobocie, imigracja miejska, problemy integracji grup etnicznych, alkoholizm, nadużywanie narkotyków i problemy psychiatryczne.

## Metoda
Metoda szkoły podkreśla znaczenie aktywności samych uczniów. Celem nie jest tylko pomóc uczniom, ale także pomóc im wziąć odpowiedzialność za
swoje wysiłki. Szkoła pracuje w oparciu o przekonanie, że pomoc jest dwuznacznym dobrodziejstwem. Udzielona bez oczekiwania na aktywność ze
strony osoby potrzebującej pomocy, może je pacyfikować i uczynić zależnymi. Udzielona we właściwy sposób, może ich aktywować, uczynić
bardziej optymistycznymi i zwiększyć ich możliwość samodzielnego działania.
Koncepcja ta dąży do odbudowy i wzmocnienia samooceny uczniów jednocześnie w tym samym czasie niwelując ich problemy społeczne. W czasie pracy z uczniami, głównie skupiamy się na ich umiejętnościach i mocnych stronach, a metoda dąży do pchania ludzi na przód, nie tylko do
rozwikłania ich chwilowych problemów.

## Szkoły w Europie
Do 1997 roku Szkoła Kofoeda działała tylko w Kopenhadze, od 1997 roku zaczęły powstawać nowe placówki poza Danią, jest ich 25: w Polsce, Czechach, Estonii, Bułgarii, Rumunii, na Litwie i Ukrainie, a także w Azji w Armenii. Pierwsza szkoła poza Danią powstała w Polsce w Siedlcach w 1997 roku.